# Lamesa, Texas
Lamesa là một thành phố thuộc quận Dawson, tiểu bang Texas, Hoa Kỳ. Năm 2010, dân số của xã này là 9422 người.

## Dân số
- Dân số năm 2000: 9952 người.
- Dân số năm 2010: 9422 người.